# Laurent Grillet
Pour les articles homonymes, voir Grillet (homonymie).
Laurent Grillet, né le 27 mai 1850 à Sancoins (Cher) et mort le 5 novembre 1901 dans le 9e arrondissement de Paris, est un violoniste, compositeur et chef d'orchestre français.

## Biographie
Second violon en 1869 puis premier violon au Grand Théâtre de Lyon en 1872, sous-chef d'orchestre d'Olivier Métra aux Folies-Bergère en 1876, premier chef d'orchestre des Folies-Dramatiques en 1881, de La Renaissance en 1883 , et enfin du Nouveau Cirque dès son ouverture en février 1886, il était aussi connu pour sa collection d'instruments anciens qu'il a léguée à sa mort au musée du Conservatoire, actuel musée de la Musique de Paris. 
On lui doit de nombreuses musiques de scènes (ballets, pantomimes et revues), de danses (polkas, mazurkas et valses) et de chansons.
Mort à Paris à l'âge de 51 ans,, des suites d'une courte maladie, il a été inhumé aux côtés de ses parents dans le cimetière de Charolles où son tombeau, régulièrement entretenu par la commune, est toujours visible.

## Œuvres
Musique de scène
- 1880 : Le Sabbat, grand divertissement féerique et diabolique en 3 tableaux de Marc Leprévost, chorégraphie d'Adrien Grédelue[10], décors de Gaston Cornil, costumes d'Alfred Grévin aux Folies-Bergère (janvier)
- 1880 : Violettes et Troubadours, divertissement en 1 tableau d'Alfred Grévin, chorégraphie d'Adrien Grédelue, décors de Gaston Cornil, costumes d'Alfred Grévin, aux Folies-Bergère (30 décembre)
- 1883 : La Troupe hongroise, fantaisie-ballet d'Alfred Grévin réglé par Mme Maury-Holtzer, décors d'Eugène Fromont, au Palace-Théâtre (février)[11]
- 1885 : Les Contrebandiers, opérette en 3 actes de Théodore Massiac, au théâtre Beaumarchais (décembre)
- 1886 : La Grenouillère, pantomime nautique en 2 parties de Raoul Donval, au Nouveau-Cirque (1er décembre)[12],[13]
- 1887 : La Foire à Séville, pantomime en 2 parties de Raoul Donval, au Nouveau-Cirque (5 mars)[14]
- 1888 : Lulu, pantomime en 1 acte de Félicien Champsaur, au Nouveau-Cirque (octobre)
- 1888 : L'Île des Singes, pantomime nautique réglée par Henri Agoust, au Nouveau-Cirque (13 décembre)[15]
- 1889 : La Noce de Chocolat, pantomime nautique en 5 tableaux de Raoul Donval, au Nouveau-Cirque (19 mars)[16],[17]. Reprise en juin 1894.
- 1889 ; Paris au galop, revue de Surtac et Alévy, au Nouveau-Cirque (14 novembre)
- 1890 : En bonne fortune, pantomime en 2 tableaux de Théodore Massiac, au Cercle Funambulesque (4 février)
- 1890 : A la cravache !, revue équestre de Surtac et Alévy, au Nouveau-Cirque (15 novembre)[18]
- 1891 : Garden party, pantomime bouffe en 2 tableaux de Pierre Delcourt et Victor Meusy, au Nouveau-Cirque (16 janvier)[19],[20]
- 1891 : Gribouille, pantomime nautique en 3 tableaux de Bid et Talber[21], au Nouveau-Cirque (3 avril)[22]
- 1891 : Le Roi Dagobert, pantomime nautique en 2 parties et 6 tableaux de Raoul Donval, décors d'Henri Ménessier, au Nouveau-Cirque (2 octobre)[23],[24]
- 1892 : A fond de train, revue hippique et nautique de Surtac et Alévy, décors d'Henri Ménessier, au Nouveau-Cirque (8 janvier)[25]
- 1892 : Graciosa, opéra-comique en 3 actes de Théodore Massiac, au théâtre des Menus-Plaisirs (15 fevrier)[26]
- 1892 : Don Quichotte, pantomime équestre, au Nouveau-Cirque (mars)
- 1892 : Papa Chrysanthème, fantaisie japonaise et nautique à grand spectacle en 2 parties de Raoul Donval, au Nouveau-Cirque (4 novembre)[27]
- 1893 : Pierrot soldat, pantomime en 1 acte et 9 tableaux de Raoul Donval, au Nouveau-Cirque (1er avril)[28]
- 1893 : La Rosière de Charenton, folie nautique en 2 tableaux de Raoul Donval, au Nouveau-Cirque (19 mai)[29]
- 1893 : Le Yacht de M. Durand, pantomime nautique, au Nouveau-Cirque (septembre)
- 1894 : L'Agence Bidard, pantomime de Raoul Donval, décors d'Henri Ménessier, au Nouveau-Cirque (12 mars)
- 1894 : Pirouette-Revue, revue, au Nouveau-Cirque (novembre)
- 1895 : America, pantomime nautique, au Nouveau-Cirque (janvier)
- 1895 : La Reine de Bercy, pantomime nautique, au Nouveau-Cirque (mars)
- 1896 : Coco, fantaisie comique à grand spectacle, décors d'Henri Ménessier, au Nouveau-Cirque (janvier)
- 1896 : L'Île des bossus, pantomime nautique, au Nouveau-Cirque (mars)
- 1896 : Paris-Pékin, bouffonnerie à grand spectacle en 3 tableaux, décors d'Henri Ménessier, au Nouveau-Cirque (26 septembre)
- 1896 : Le Feu au moulin, pantomime nautique, au Nouveau-Cirque (novembre)
- 1897 : Pierrot aux Enfers, pantomime à grand spectacle, au Nouveau-Cirque (12 février)
- 1897 : Les Cent kilos, bouffonnerie nautique, décors d'Étienne Cornellier, au Nouveau-Cirque (17 avril)
- 1898 : Pierrot cambrioleur, pantomime avec ombres de R. Théo, à l'Olympia (8 janvier)
- 1898 : Paris qui trotte, revue à grand spectacle d'Alévy et Adrien Vély, au Nouveau-Cirque (8 février)
- 1898 : Dans la montagne, pantomime équestre, au Nouveau-Cirque (novembre)[30]
- 1899 : Au fond de l'eau, pantomime nautique, au Nouveau-Cirque (octobre)

Musique de danse
- 1867 : Les Lucioles, valse pour piano
- 1878 : Accueillez-moi, polka-mazurka pour orchestre
- 1878 : Premier bouquet, suite de valses pour orchestre
- 1886 : Fouette, cocher !, galop pour orchestre
- 1893 : La Polka des électeurs, polka pour piano
- 1893 : Pourquoi pas ?, mazurka pour orchestre
- 1893 : Mon étoile, valse pour piano
- 1893 : La Valse des clownesses, valse pour piano
- 1893 : Garden party, polka pour orchestre
- 1893 : Miousic !, polka pour orchestre
- 1893 : La valse de gente Isabeau, valse pour orchestre
- 1893 : Le Quadrille des déplumés, quadrille pour orchestre
- 1893 : Allume ! Allume !, galop pour orchestre
- 1894 : La Polka des nounous, polka pour orchestre
- 1896 : Enfantillages, polka pour piano
- 1896 : Les Bourguignons salés, marche pour orchestre
- 1896 : Fleur de lotus, valse pour orchestre
- 1896 : Kokobellenatte, polKa pour orchestre
- 1899 : Footit et Chocolat, polka pour orchestre[31].

Musique de chant
- 1881 : Souvenir du 18 janvier 1881, chant national des altos, paroles de Théodore Massiac
- Non daté : Ah ! Maman, chanson pour une voix et piano
- Non daté : Le Pèlerinage, chanson pour une voix et piano
- Non daté : Les Matelots à l'Île de Cythère, chanson pour une voix et piano
- Non daté : Haye, donc !, chanson pour une voix et piano.

## Publication
- Les Ancêtres du violon et du violoncelle. Les luthiers et les fabricants d'archets, préface de Théodore Dubois de l'Institut, directeur du Conservatoire national de Musique, Charles Schmid éditeur, Paris, janvier 1901, 2 volumes in-8° avec des gravures de Charles Giroux et Jean Laronze[32].

## Distinctions
- Officier d'Académie (arrêté ministériel du 22 juillet 1889)
- Officier de l'Instruction publique (arrêté ministériel du 5 janvier 1896)[33]